# Liste de fromages argentins

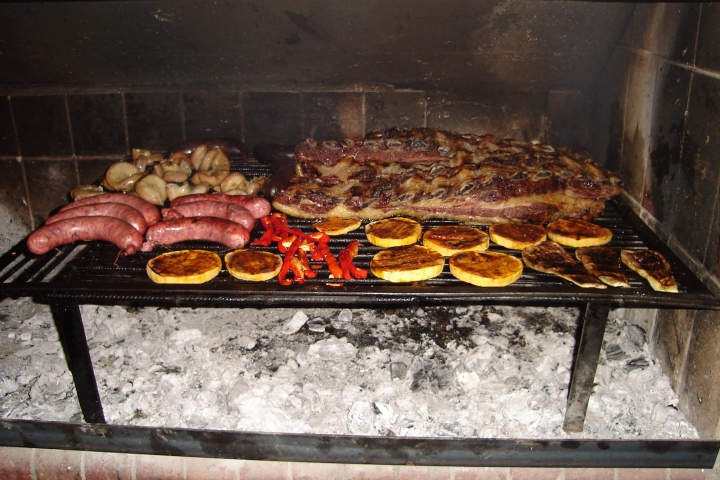
Provoleta.

Liste de fromages produits en Argentine :
- Cremoso (type de fromage à pâte molle qui représente environ 40 % du fromage consommé en Argentine, dérive de fromages italiens de type Crescenza)
- Cuartirolo (dérivé d'un fromage produit dans la région milanaise, en Italie)
- Provoleta (dérivé du provolone italien)
- Quesillo (fromage frais)
- Queso azul (fromage bleu)
- Queso Chubut
- Quesos de Tafí
- Reggianito (dérivé du parmesan italien)
- Sardo (dérivé du pecorino sardo italien)
- Tybo (dérivé d'un fromage produit au Danemark)

Un grand nombre de fromages d'inspiration française, suisse ou britannique sont produits localement (sainte-maure, morbier, gruyère, « chevrottin », « cendré », cheddar...)